# Reksteren
Reksteren és una illa del municipi de Tysnes al comtat de Hordaland, a Noruega. L'illa cobreix una àrea de 37.2 km² (14.4 sq mi). El seu punt més elevat és el Bjørnkletten de 336 metres (1,102 ft). L'illa es troba al nord-oest de l'illa de Tysnesøy. El petit estret de Bårdsundet separa les dues illes i hi ha un pont de carretera que les connecta. L'estret de Langenuen es troba al costat occidental de l'illa i el Bjørnafjorden s'estén al llarg del costat nord de l'illa. El poble de Gjøvåg es troba a la costa occidental de l'illa i l'església de Reksteren està localitzada a la riba oriental.